# کرونا (فیلم)
کرونا (انگلیسی: Corona) یک فیلم مهیج و درام به کارگردانی مصطفی کشوری است. این فیلم اولین فیلم
در دوران دنیاگیری کروناویروس است که فیلم‌برداری شده در مورد این ویروس کرونا است.

## داستان
داستان فیلم در مورد حضور تعدادی از همسایگان یک ساختمان در آسانسور و دردوران همه‌گیری ویروس کرونا است.